# Baroniet Willestrup
Baroniet Willestrup var et dansk baroni oprettet 7. marts 1757 for Werner Rosenkrantz. Baroniet, hvis stamsæde var Willestrup, blev opløst 1845 til fordel for et fideikommis.
Erektionspatentet bestemmer, at lenet, dvs. baroniet, styres af lineal‑agnatisk‑kognatisk arvefølge, og at det forspildes ved ægteskab med en borgerligt født (mesalliance), samt at af sønner skal den succedere, der ikke allerede besidder et len. Endelig bemærkes det, at baroniet ikke opnår skattefriheden på 100 tønder hartkorn, da godsets størrelse ikke levede op til mindstekravet for et baroni.
Ifølge kongelig bevilling af 14. maj 1811 blev Willestrup substitueret med 200.000 rigsdaler, der omskreves til 50.000 rigsdaler sølv. Efter Werner Rosenkrantz tilfaldt Willestrup Iver Rosenkrantz (1740-1815) til Stamhuset Rosenholm og efter ham Christian Rosenkrantz (1768-1817) til Rosenholm, som solgte godset i 1812, derefter hans datter, Catharina Henninzia Annette Rosenkrantz (1796-1844) og så sidstnævntes søster, Elisabeth Dorothea Marie Rosenkrantz (1798-1875), gift med Carl Frederik Düring-Rosenkrantz (1792-1876), der succederedes af sin søn, Ernst Frederik Düring-Rosenkrantz (1830-1890), som døde barnløs.